# Asociación Económica Integral Regional
La Asociación Económica Integral Regional (abreviado RCEP por sus siglas en inglés) es un acuerdo de libre comercio (TLC) entre los diez Estados miembros de la Asociación de Naciones del Sudeste Asiático (ASEAN) (Myanmar, Brunéi, Camboya, Filipinas, Indonesia, Laos, Malasia, Singapur, Tailandia y Vietnam) y cinco estados de Asia y Oceanía con los que la ASEAN tiene acuerdos de libre comercio existentes (Australia, China, Corea del Sur, Japón y Nueva Zelanda). El tratado fue firmado en la Cumbre de la ASEAN del 15 de noviembre de 2020 y luego de la ratificación de Filipinas entró en vigencia para todos los estados participantes el 2 de junio de 2023.
Incluye estados con PIBs muy diversos, conformando entre los 15 países en torno al 30% de la población mundial y el 30% del Producto Mundial Bruto.   
Las negociaciones se iniciaron formalmente en noviembre de 2012 en la Cumbre de la ASEAN en Camboya. El RCEP se considera una alternativa al Acuerdo de Asociación Transpacífico (TPP, por sus siglas en inglés), un acuerdo comercial propuesto que incluye varias naciones de Asia y América, pero excluye a China y la India. Tras la salida de Estados Unidos durante la presidencia de Donald Trump del TPP se retomaron con más fuerza las negociaciones en el RCEP y se firmó el acuerdo en noviembre de 2020 por las naciones de la ASEAN, incluida China. El pacto entrará en vigor cuando los países que lo han firmado procedan a tramitar su ratificación a nivel nacional.
El tratado RCEP es el primer tratado de libre comercio entre China, Japón y Corea del Sur (tres de las cuatro grandes economías asiáticas), y es el primer tratado multilateral que incluye a China. En el momento de la firma, los analistas predijeron que ayudaría en la recuperación de la economía tras la pandemia de COVID-19, así como a empujar el centro de gravedad de la economía mundial hacia Asia. El RCEP es el mayor tratado de libre comercio del mundo y el bloque comercial más importante que se ha conformado, superando al establecido en América del Norte, y a la Unión Europea.

## Países miembros
Los miembros de RCEP se pueden agrupar en tres categorías:

### Miembros deASEAN
- Indonesia
- Malasia
- Filipinas
- Singapur
- Tailandia
- Brunéi
- Vietnam
- Laos
- Birmania
- Camboya

### Países de Asia no miembros de ASEAN
- China
- Japón
- Corea del Sur

### Países de Oceanía
- Australia
- Nueva Zelanda

## Contenido
El acuerdo se creó con el objetivo de reducir aranceles y simplificar la burocracia a la hora de comerciar entre los países del bloque. La reducción de impuestos afecta a productos intercambiados entre los países firmantes, entre otros productos pesqueros y agrícolas. No se incluyen en el tratado medidas sobre política laboral o medio ambiente.

## Reacciones
El RCEP ha sido descrito por la Electronic Frontier Foundation como "sencillamente las peores disposiciones de derecho de autor [...] jamás vistas en un acuerdo comercial."
Activistas de la salud global han criticado el acuerdo por potencialmente forzar a India a terminar su oferta barata de medicamentos genéricos a países pobres.
Después de la firma del acuerdo, el primer ministro chino Li Keqiang lo calificó como "una victoria del multilateralismo y el libre comercio". El primer ministro de Singapur Lee Hsien Loong se refirió al tratado como "el mayor paso hacia delante  para nuestra región y un acuerdo de ayuda al libre comercio y a la independencia económica".